# نیزینگ
نیزینگ (به انگلیسی: Nazeing) یک روستا و محله مدنی در بریتانیا است که در Epping Forest واقع شده‌است. نیزینگ ۴٬۲۶۷ نفر جمعیت دارد.